# Kristián Kudroč
Kristián Kudroč (* 21. Mai 1981 in Michalovce, Tschechoslowakei) ist ein ehemaliger slowakischer Eishockeyspieler, der mit der Slowakei 2012 Vizeweltmeister wurde.

## Karriere
Kristián Kudroč begann seine Karriere als Eishockeyspieler in seiner Heimatstadt in der Nachwuchsabteilung des HC VTJ MEZ Michalovce, für dessen Profimannschaft er von 1997 bis 1999 in der 1. Liga, der zweiten slowakischen Spielklasse, aktiv war. Anschließend wurde er im NHL Entry Draft 1999 in der ersten Runde als insgesamt 28. Spieler von den New York Islanders ausgewählt, für die er allerdings nie spielte. Stattdessen lief der Verteidiger in der Saison 1999/2000 für die Remparts de Québec, die ihn beim CHL Import Draft desselben Jahres an insgesamt zweiter Position gezogen hatten, in der kanadischen Juniorenliga QMJHL auf, in deren All-Rookie Team er gewählt wurde. In den folgenden drei Jahren spielte er überwiegend in den nordamerikanischen Minor Leagues und lief für die Detroit Vipers aus der International Hockey League sowie die Springfield Falcons, Philadelphia Phantoms und San Antonio Rampage aus der American Hockey League auf. Zudem kam er in diesem Zeitraum zu insgesamt 26 Einsätzen für die Tampa Bay Lightning und Florida Panthers aus der National Hockey League.
Die Saison 2004/05 begann Kudroč bei den Radio X de Québec aus der Ligue Nord-Américaine de Hockey und beendete sie bei Hammarby IF aus der Allsvenskan, der zweiten schwedischen Spielklasse. Von 2005 bis 2007 spielte er je ein Jahr lang für SaiPa Lappeenranta und Ilves Tampere aus der finnischen SM-liiga. Anschließend kehrte der Slowake nach Schweden zurück, wo er von 2007 bis 2009 für den Södertälje SK in der Elitserien auf dem Eis stand. Die Saison 2009/10 begann er beim Elitserien-Teilnehmer Brynäs IF, verließ diesen jedoch bereits nach nur zehn Partien, um innerhalb der Liga zum Frölunda HC zu wechseln. Ende Januar 2010 wurde er schließlich von Ässät Pori aus der SM-liiga verpflichtet, für das er bis 2012 spielte.
Im April 2012 wurde Kudroč vom HK Sibir Nowosibirsk aus der Kontinentalen Hockey-Liga unter Vertrag genommen, für den er bis Januar 2014 spielte und anschließend an Barys Astana abgegeben wurde. Nach Saisonende wechselte er innerhalb der KHL zum HK Awangard Omsk. Bei einem Vorbereitungsturnier in Astana verletzte sich Kudroč schwer und verpasste dadurch die komplette Spielzeit 2014/15. Zudem wurde im Oktober 2014 sein Vertrag mit Awangard aufgelöst.
Im Juni 2015 unterschrieb er einen Vertrag bei Metallurg Nowokusnezk, löste diesen aber im August desselben Jahres aus persönlichen Gründen auf. Im Dezember 2015 unterschrieb er einen Vertrag beim HC Plzeň aus der Tschechischen Extraliga.
Am 14. Juli 2016 unterschrieb er einen Vertrag beim HC Innsbruck und verließ den Verein im November des gleichen Jahres, um zu den Nottingham Panthers zu wechseln, wo er vor seinem Karriereende noch acht Spiele in der Elite Ice Hockey League absolvierte.

### International
Für die Slowakei nahm Kudroč an der U18-Junioren-Weltmeisterschaft 1999 sowie der U20-Junioren-Weltmeisterschaft 2000 teil. Bei der U18-WM 1999 gewann er mit seiner Mannschaft die Bronzemedaille.
2012 gewann er mit dem Nationalteam die Silbermedaille bei der Weltmeisterschaft.

## Erfolge und Auszeichnungen
- 2000 QMJHL All-Rookie Team

### International
- 1999 Bronzemedaille bei der U18-Junioren-Weltmeisterschaft
- 2012 Silbermedaille bei der Weltmeisterschaft